# Andante pour quatuor à cordes (Glazounov)
L'Andante pour quatuor à cordes, en ré majeur, G 65, est une pièce pour quatuor à cordes du compositeur russe Alexandre Glazounov, écrite en 1888.

## Contexte et création
Pour Pierre-Émile Barbier, il s'agit de la première pièce de Jour de fête, cadeau d'anniversaire du compositeur mais aussi d'Anatoli Liadov et de Nikolaï Rimski-Korsakov à Mitrofan Belaïev. Anatoli Liadov a ainsi composé un Moderato, Glorification, tandis que Nikolaï Rimski-Korsakov a écrit un Allegro, Chœur danse russe. Les trois compositeurs s'étaient bien entendus et la Suite issue de cette collaboration est d'une forte homogénéité, empruntant son style à des neumes byzantins notés par l'École de musique sacrée de Saint-Pétersbourg. Pour Nikolaï Rimski-Korsakov, l'inspiration vient des chants populaires russes.